# Saison 2022-2023 du Racing Club de Strasbourg Alsace
Dernière mise à jour : 19 février 2022.
Chronologie
Saison précédente Saison suivante
La saison 2022-2023 du Racing Club de Strasbourg Alsace est la soixante-deuxième saison du club alsacien en championnat de France de Ligue 1, plus haut niveau hiérarchique du football français, depuis sa création en 1932. Elle marque la sixième saison consécutive en première division depuis la relégation de la saison 2007-2008 et la rétrogradation en cinquième division en 2011 à la suite de la liquidation judiciaire du club en 2011.
L'équipe est dirigée par Julien Stéphan, en poste depuis mai 2021.
Mis à pied le 9 janvier 2023, Julien Stéphan est remplacé par son adjoint Mathieu Le Scornet, en intérim.
Le 13 février, il est annoncé que Frédéric Antonetti est nommé à la fonction d'entraîneur pour 18 mois, même si le club doit être relégué en Ligue 2.

## Avant-saison

### Genèse de la saison
La saison précédente s'est soldée par une sixième place à 3 points d'une place européenne.

### Préparation d'avant-saison
La rentrée des joueurs et du staff est fixée pour le 23 juin 2022. Le RCSA joue un premier match amical le 9 juillet contre le FC Sion avant d'effectuer un stage d'une semaine à Divonne-les-Bains. Durant ce stage, le RCSA participe à son deuxième match amical face au FC Bâle. L'avant saison se poursuit par une rencontre amicale face au SC Fribourg puis une dernière confrontation à la Meinau face au Cagliari Calcio. Le 30 juillet a lieu la journée des supporters. Enfin, le Racing dispute un dernier match de préparation face au Liverpool FC à Anfield le 31 juillet, une semaine avant la reprise du championnat.

## Championnat de France de Ligue 1

### Classement
| Rang | Équipe               | Pts | J  | G  | N  | P  | Bp | Bc | Diff | Qualification ou relégation                               |
| ---- | -------------------- | --- | -- | -- | -- | -- | -- | -- | ---- | --------------------------------------------------------- |
| 13   | Toulouse FC P C      | 48  | 38 | 13 | 9  | 16 | 52 | 58 | −6   | Qualification pour la phase de groupes de la Ligue Europa |
| 14   | Stade brestois 29    | 44  | 38 | 11 | 11 | 16 | 44 | 54 | −10  |                                                           |
| 15   | RC Strasbourg Alsace | 40  | 38 | 9  | 13 | 16 | 51 | 59 | −8   |                                                           |
| 16   | FC Nantes            | 36  | 38 | 7  | 15 | 16 | 37 | 55 | −18  |                                                           |
| 17   | AJ Auxerre P         | 35  | 38 | 8  | 11 | 19 | 35 | 63 | −28  | Relégation en Ligue 2                                     |

## Matchs officiels de la saison
Le tableau ci-dessous retrace dans l'ordre chronologique les rencontres officielles disputées par le Racing Club de Strasbourg Alsace durant la saison. Les buteurs sont accompagnés d'une indication sur la minute de jeu où est marqué le but et, pour certaines réalisations, sur sa nature (penalty ou contre son camp).
| Compétition     | MJ | V | N | D | Bp | Bc | Diff |
| --------------- | -- | - | - | - | -- | -- | ---- |
| Ligue 1         | 10 | 1 | 5 | 4 | 10 | 14 | -4   |
| Coupe de France | 0  | 0 | 0 | 0 | 0  | 0  | +0   |
| Total           | 10 | 1 | 5 | 4 | 10 | 14 | -4   |

## Joueurs et encadrement technique

### Effectif professionnel
Le tableau suivant présente l'effectif professionnel du club pour la saison 2022-2023.

## Aspects socio-économiques

### Affluences
Affluence du RC Strasbourg Alsace à domicile